# Itapúa megye
Itapúa   egy megye Paraguayban. A fővárosa Encarnación.

## Földrajz
Az ország délkeleti részén található. Megyeszékhely: Encarnación

## Települések
30 szervezeti egységre oszlik:
1. Alto Verá
2. Bella Vista
3. Cambyretá
4. Capitán Meza
5. Capitán Miranda
6. Carlos Antonio López
7. Carmen del Paraná
8. Coronel Bogado
9. Edelira
10. Encarnación
11. Fram
12. General Artigas
13. General Delgado
14. Hohenau
15. Itapúa Poty
16. Jesús
17. La Paz
18. Leandro Oviedo
19. Mayor Otaño
20. Natalio
21. Nueva Alborada
22. Obligado
23. Pirapó
24. San Cosme y Damián
25. San Juan del Paraná
26. San Pedro del Paraná
27. San Rafael del Paraná
28. Tomás Romero Pereira
29. Trinidad
30. Yatytay